# 6A busz (Balassagyarmat)
A balassagyarmati 6A jelzésű autóbusz a város egyik helyijárata, amely hétköznapokon az Volán-telep és a Autóbusz-állomás között, illetve a Huszár Aladár út és a Kenessey Albert Kórház között közlekedik.  A járat a városi önkormányzat megrendelésére a MÁV Személyszállítási Zrt. üzemelteti.

## Története
2015. január 1-jétől a Volán telep helyett meghosszabbított útvonalon a Mahle és az Autóbusz-állomás, illetve a Kenessey Albert Kórház között közlekedett. A 2025. évi menetrend alapján új útvonalon jár.

## Útvonala
| Autóbusz-állomás felé | Kenessey Albert Kórház felé |
| --- | --- |
| Volán-telep – Szügyi út – Május 1 út – Huszár Aladár út – Május 1 út – Nyírjesi út – Horváth Endre utca – Határőr út – Bremas Kft. – Algőver Mihály utca – Ipari park – Kóvári út – Rákóczi fejedelem út – Civitas Fortissima tér – Rákóczi fejedelem út – Mikszáth Kálmán út – Autóbusz-állomás | Huszár Aladár út – Május 1 út – Nyírjesi út – Horváth Endre utca – Határőr út – Algőver Mihály utca – Ipari park – Kóvári út – Rákóczi fejedelem út – Civitas Fortissima tér – Rákóczi fejedelem út – Kenessey Albert Kórház |

## Megállóhelyei
| 6A (Volán-telep/Huszár Aladár út-Autóbusz-állomás/Kenessey Albert Kórház) |                                      |                                                |                                     | |
| Perc (Volán-telep-Autóbusz-állomás)                                       | Megállóhely                          | Perc (Huszár Aladár út-Kenessey Albert Kórház) | Átszállási kapcsolatok              | Létesítmények |
| 0                                                                         | Volán-telep végállomás               | ∫                                              | 6, 6B, 8, 8A, 8B                    | Autóbusz-garázs |
| 3                                                                         | Jeszenszky út                        | ∫                                              | 3, 5, 5A, 6C, 7, 7A, 8, 8A, 8B      | |
| 4                                                                         | Szabó Lőrinc Általános Iskola        | ∫                                              | 3, 5, 5A, 6C, 7, 7A, 8, 8A, 8B      | Szabó Lőrinc Általános Iskola |
| 5                                                                         | Huszár Aladár úti forduló végállomás | 0                                              | 3, 6C, 7, 7B                        | |
| 6                                                                         | Szabó Lőrinc Általános Iskola        | 1                                              | 3, 5, 5A, 6C, 7, 7A, 8, 8A, 8B      | Szabó Lőrinc Általános Iskola |
| 7                                                                         | Jeszenszky út                        | 2                                              | 3, 5, 5A, 6C, 7, 7A, 8, 8A, 8B      | |
| 8                                                                         | Nyírjesi úti óvoda                   | 3                                              | 3, 5, 5A, 6, 6C, 7, 8               | Játékvár Óvoda |
| 9                                                                         | Mártírok útja                        | 4                                              | 3, 5, 5A, 6, 6C, 7, 8               | |
| 10                                                                        | Erdőgazdaság                         | 5                                              | 3, 5, 5A, 6B, 6C, 7, 8              | |
| 11                                                                        | Ruhagyár                             | 6                                              | 3, 5, 5A, 6, 6B, 6C, 7, 8           | An-Ro Ruha Kft. |
| 12                                                                        | Határőr utca                         | 7                                              | 6B                                  | |
| 14                                                                        | Bremas Kft.                          | ∫                                              | 4, 4A                               | Bremas Kft. |
| 15                                                                        | Algőver Mihály utca                  | 8                                              | 6B                                  | |
| 16                                                                        | Kábelgyár                            | 9                                              | 3A, 4, 4A, 5A, 6B                   | Prysmian Kábelgyár, Delta-Tech Mérnöki Iroda |
| 17                                                                        | Fémipari Vállalat                    | 10                                             | 4, 4A, 6B                           | |
| 18                                                                        | Strand                               | 11                                             | 4, 4A, 5A, 6B                       | Nagyligeti Sporttelep, Közép-Duna-völgyi Vízügyi Igazgatóság, Balassagyarmati Strandfürdő                                                                              |
| 19                                                                        | Malom                                | 12                                             | 5, 5A, 6, 6C, 7, 8                  | |
| 20                                                                        | Civitas Fortissima tér               | 13                                             | 1, 3B, 4, 5, 5A, 6, 6B, 6C, 7, 8    | Városháza, Vármegyeháza, Jánossy Képtár |
| 21                                                                        | Hunyadi utca                         | 15                                             | 1, 2, 4, 5, 5A, 6, 6B, 6C, 7, 7A, 8 | Mikszáth Kálmán Művelődési Központ, Salgótarjáni Szakképzési Centrum Szent-Györgyi Albert Gimnáziuma, Szakgimnáziuma és Szakközépiskolája, piac, SPAR áruház, OTP Bank |
| 22                                                                        | Autóbusz-állomás végállomás          | ∫                                              | 1B, 2, 4A, 5A, 6B, 6C, 8, 8A        | Balassagyarmat autóbusz-állomás, Tesco áruház |
| ∫                                                                         | Dózsa György utca                    | 18                                             | 1, 4, 5, 5A, 6, 7, 7A, 8, 8A        | |
| ∫                                                                         | Arany János utca                     | 19                                             | 1, 4, 5, 5A, 6, 7, 7A, 8, 8A        | Nyitnikék Óvoda |
| ∫                                                                         | Kenessey Albert Kórház végállomás    | 20                                             | 1, 4, 5, 6, 7, 7A, 8                | Dr. Kenessey Albert Kórház-Rendelőintézet |

## Külső hivatkozások
- A Nógrád Volán weboldala. [2014. december 30-i dátummal az eredetiből archiválva].
- Valósidejű utastájékoztatás. Nógrád Volán. [2018. augusztus 21-i dátummal az eredetiből archiválva]. (Hozzáférés: 2016. október 8.)